# Петров, Емил
Еми́л То́мов Петро́в (болг. Емил Томов Петров; 5 августа 1924, София Болгария — 2002, там же) — болгарский киновед, литературовед, литературный и кинокритик.

## Биография
Член БКП с 1948 года. В 1949 году окончил юридический факультет Софийского университета. Работал в журнале «Литературен фронт». В 1955—1990 годах — главный редактор журнала «Киноизкуство». Автор критических статей по вопросам болгарского и мирового киноискусства.
Член жюри XI Московского международного кинофестиваля.

## Сочинения
- Поезия и псевдопоезия. — София: Български писател, 1956.
- Поезията в настъпление. — София: Български писател, 1961.
- Силата на поезията. Литературно-критични статии. — София: Български писател, 1961.
- Бяло и черно. Статии за българското киноизкуство. — София: Наука и изкуство, 1971. (2-е изд., 1974).
- Литература. Киноизкуство. — София: Български писател, 1974.
- Човешко - тоест социално, социално - тоест човешко. — София: Български писател, 1981.
- Подемът. — София: Наука и изкуство, 1981.
- Вибрации. Избрани статии в два тома. — София: Български писател, 1984.
- Разумът на страстта. Статии и студии. — София: Български писател, 1988.
- Поетичността на поезията. — София: Христо Ботев, 1999.
- Избрани страници за поезията и киното. — София, 2005.

## Награды
- ? — орден «Кирилл и Мефодий» I степени
- 1978 — Народный деятель культуры НРБ